# Monumento naturale Altopiano di Cariadeghe
L'altopiano di Cariadeghe è un territorio naturale posizionato tra la Val Gobbia, la Valle Sabbia, in provincia di Brescia e più precisamente nel comune di Serle.

## Territorio
Le colline che svettano dall'altopiano sono il monte Ucia, la Corna de Caì, il Dragone e il Dragoncello, l'altopiano è così delimitato da queste montagne che raggiungono una quota di 1160 msl, all'interno del parco si possono ammirare parecchie specie di alberi secolari quali: carpini, faggi, aceri e querce.
L'altopiano è famosissimo anche per la caratteristica geomorfologica, essendo un terreno carsico presenta numerosissime e interessanti grotte, usate un tempo come ghiacciaia.

## Fauna
In tutte le stagioni si può ammirare una grandissima varietà di rapaci tra cui: falchi, gheppi, gufi, allocchi, poiane, si possono inoltre facilmente incontrare cinghiali, faine, volpi, scoiattoli.
La zona piena di pozze presenta anche una particolare affluenza del rospo comune, interessante notarlo verso marzo quando a migliaia si riversano nelle pozze, bellissime inoltre le varietà di salamandre. L'altopiano ospita anche la grotta Bus del Budrio, che è stata oggetto di un'importante azione di ripristino ambientale per favorire la specie Dendrocoelum italicum, una planaria endemica della grotta e del Monumento naturale.